# 독일식 초콜릿 케이크

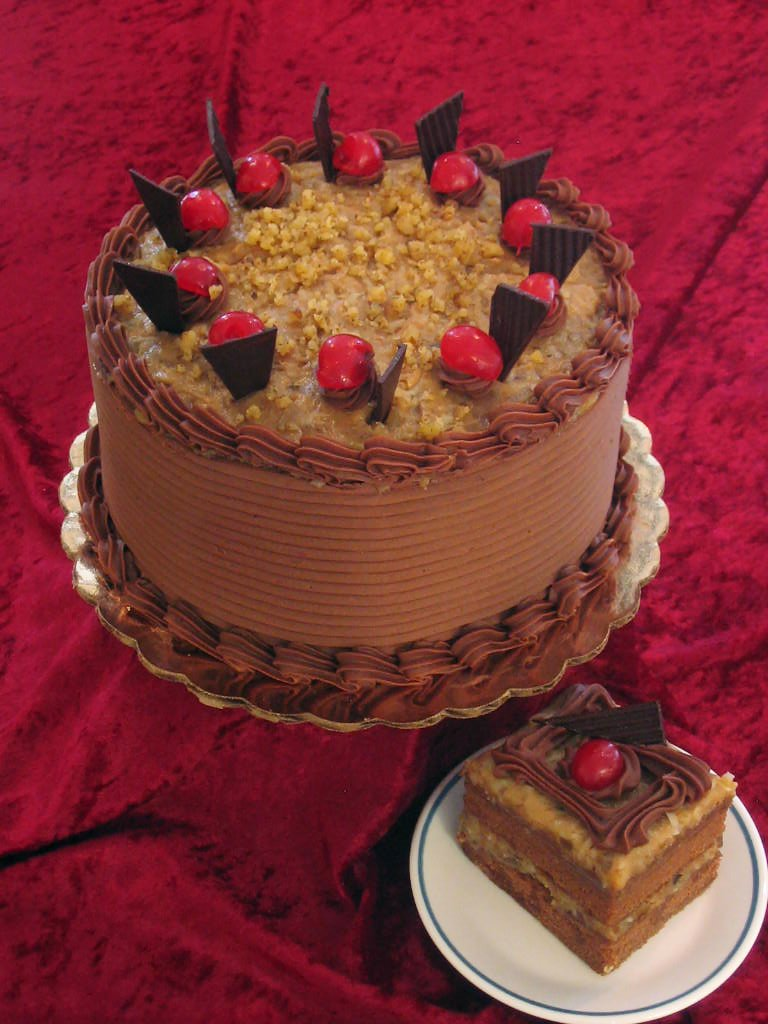

독일식 초콜릿 케이크(German chocolate cake)는 코코넛-피칸 프로스팅으로 속을 채우고 위에 얹은 층진 초콜릿 케이크이다. 미국에서 유래된 이 초콜릿은 케이크 레시피에 사용되기 시작한 제과용 다크 초콜릿의 제형을 개발한 영국계 미국인 초콜릿 제조업체 사무엘 저먼(Samuel German)의 이름을 따서 명명되었다. 달콤한 베이킹 초콜릿은 전통적으로 케이크의 맛을 내기 위해 사용되었지만 오늘날 이를 요구하는 레시피는 거의 없다. 충전물 및 토핑은 달걀 노른자와 연유로 만든 커스터드이다. 커스터드가 익으면 코코넛과 피칸을 섞는다. 때로는 초콜릿 프로스팅을 케이크 측면에 펴 바르고 층 둘레를 따라 파이핑을 하여 충전물을 고정한다. 마라스키노 체리는 때때로 장식으로 추가된다.